# گدارکبک
گدارکبک، روستایی از توابع بخش گندمان شهرستان بروجن در استان چهارمحال و بختیاری ایران است. شغل اغلب مردم روستا کشاورزی به صورت سنتی و صنعتی (بارانی) میباشد در سال های اخیر پروژه های گلخانه ای هم در روستا عملیاتی شده. رودخانه روستا از جاذبه های ماهی گیری به شمار می اید و آب کشاورزی اهالی از همین رود خانه تامین میشود. 
بزرگان روستا مرحوم حاج قریب کریمی و مرحوم اسفندیار عکاشه هستند .

## جمعیت
این روستا در دهستان دوراهان قرار دارد و براساس سرشماری مرکز آمار ایران در سال ۱۳۸۵، جمعیت آن ۱۴۰ نفر (۳۱خانوار) بوده‌است.
فامیل های متشکل روستا فامیل های بزرگ کریمی عکاشه جباری و عده ای رحیمی میباشند .